# Polyphida buruensis
Polyphida buruensis es una especie de insecto coleóptero de la familia Cerambycidae. Estos longicornios son endémicos de la isla de Buru (Indonesia).
P. buruensis mide entre 14 y 15 mm.